# Rajd Australii 1997
Rezultaty Rajdu Australii (10. API Rally Australia), eliminacji Rajdowych Mistrzostw Świata w 1997 roku, który odbył się w dniach 30 października-2 listopada. Była to trzynasta runda czempionatu w tamtym roku. Bazą rajdu było miasto Perth.

## Wyniki końcowe rajdu
| Msc.                   | Kierowca               | Pilot                  | Samochód                    | Czas                   | Strata                 | Grupa                  | Punkty                 |                        |
| Klasyfikacja generalna | Klasyfikacja generalna | Klasyfikacja generalna | Klasyfikacja generalna      | Klasyfikacja generalna | Klasyfikacja generalna | Klasyfikacja generalna | Klasyfikacja generalna | Klasyfikacja generalna |
| ---------------------- | ---------------------- | ---------------------- | --------------------------- | ---------------------- | ---------------------- | ---------------------- | ---------------------- | ---------------------- |
| 1                      | Colin McRae            | Nicky Grist            | Subaru Impreza WRC          | 4:05.31                | 0.0                    | A8 M                   | 10                     |                        |
| 2.                     | Tommi Mäkinen          | Seppo Harjanne         | Mitsubishi Lancer Evo IV    | 4:05.37                | +0.06                  | A8 M                   | 6                      |                        |
| 3.                     | Didier Auriol          | Denis Giraudet         | Toyota Corolla WRC          | 4:05.52                | +0.21                  | A8 M                   | 4                      |                        |
| 4.                     | Richard Burns          | Robert Reid            | Mitsubishi Carisma GT Evo 4 | 4:06.10                | +0.38                  | A8 M                   | 3                      |                        |
| 5.                     | Peter Bourne           | Craig Vincent          | Subaru Impreza 555          | 4:13.23                | +7.52                  | A8                     | 2                      |                        |
| 6.                     | Ed Ordynski            | Mark Stacey            | Mitsubishi Lancer Evo III   | 4:14.55                | +9.24                  | A8                     | 1                      |                        |
| 7.                     | Freddy Loix            | Sven Smeets            | Toyota Celica GT-Four       | 4:15.26                | +9.55                  | A8                     |                        |                        |
| 8.                     | Neal Bates             | Coral Taylor           | Toyota Corolla WRC          | 4:16.39                | +11.28                 | A8 M                   |                        |                        |
| 9.                     | Raúl Sufan             | Martin Christie        | Toyota Celica GT-Four       | 4:24.34                | +19.03                 | A8                     |                        |                        |
| 10.                    | Harri Rovanperä        | Voitto Silander        | Seat Ibiza GTI 16V          | 4:30.27                | +24.56                 | A7 2L                  |                        |                        |
| PWRC                   |                        |                        |                             |                        |                        |                        |                        |                        |
| 1 (11.)                | Shigeyuki Konishi      | Tony Sircombe          | Subaru Impreza WRX          | 4:30:44                | -                      | N4                     |                        |                        |
| 2 (12.)                | Yoshihiro Kataoka      | Satoshi Hayashi        | Mitsubishi Lancer Evo III   | 4:31:41                | +57                    | N4                     |                        |                        |
| 3 (13.)                | Hideaki Miyoshi        | Yoshimasa Nakahara     | Subaru Impreza 555          | 4:35:06                | +4:22                  | N4                     |                        |                        |
| 2L WRC                 |                        |                        |                             |                        |                        |                        |                        |                        |
| 1 (10.)                | Harri Rovanperä        | Voitto Silander        | Seat Ibiza GTI 16V          | 4:30.27                | -                      | A7 2L                  |                        |                        |
| 2 (15.)                | Pavel Sibera           | Petr Gross             | Škoda Felicia Kit Car       | 4:36:23                | +5:56                  | A6 2L                  |                        |                        |
| 3 (17.)                | Oriol Gómez Marco      | Marc Martí             | Seat Ibiza Kit Car Evo2     | 4:37:50                | +7:23                  | A7 2L                  |                        |                        |

1. ↑  Litera M przy oznaczeniu grupy do której należy samochód oznacza, iż tylko ci kierowcy zdobywali punkty dla swoich zespołów liczonych w klasyfikacji producentów na koniec sezonu.

## Klasyfikacja po 13 rundach
Tabele przedstawiają tylko pięć pierwszych miejsc.

### Kierowcy
| Lp. | Kierowca         | Pkt |
| --- | ---------------- | --- |
| 1   | Tommi Makinen    | 62  |
| 2   | Colin McRae      | 52  |
| 3   | Carlos Sainz     | 47  |
| 4   | Kenneth Eriksson | 28  |
| 5   | Piero Liatti     | 24  |

### Producenci
| Lp. | Producent           | Pkt |
| --- | ------------------- | --- |
| 1   | 555 Subaru WRT      | 104 |
| 2   | Mitsubishi Ralliart | 82  |
| 3   | Ford Motor Co. Ltd. | 81  |